# Banco de Andalucía
El Banco de Andalucía fue un banco español fundado en el año 1844 en la ciudad de Jerez de la Frontera bajo el nombre del banquero privado Luis Díez Fernández de la Somera. A lo largo de los años tuvo cambios de denominación: Caja Agrícola de Jerez Díez y Cía (1861), Díez Vergara y Cía, Sociedad en Comandita (1867), Banca Díez Vergara, S.A. (1932), Banco de Jerez, S.A. (1946) y finalmente Banco de Andalucía, S.A. (1960).
Comenzó sus operaciones a mediados del siglo XIX en Jerez de la Frontera (Cádiz), El Puerto de Santa María (Cádiz) y Cádiz, orientadas al negocio del vino de jerez, que  suponía el 76% del total. Se trataba de una actividad ejercida por el banquero privado Luís Díez Fernández de Somera, que como los demás banqueros privados de Andalucía, como Aramburu en Cádiz, Rodríguez-Acosta en Granda o Puche en Baeza,  prosperó sobre el prestigio local, una gran especialización y una clientela limitada y permanente en el tiempo. Además, fue el concesionario de la línea de Jerez a Matagorda de la línea férrea Jerez-Puerto Real.
En 1925 se inscribió el Registro de Bancos y Banqueros. Con la ampliación de sus negocios en la provincia de Sevilla y gracias al desarrollo del Plan de Colonización del Bajo Guadalquivir (INC) y del Canal Sevilla-Bonanza, aumenta notoriamente su actividad en los años 1960. Adoptó entonces la denominación de Banco de Andalucía, que ya había sido empleada para otros bancos ya extinguidos anteriormente. Su conformación como banco regional vinculado estrechamente con el Banco Popular, que adquirió el 59% de sus acciones mediante la sociedad Popularinsa, se debió al acuerdo entre los sevillanos Fernando Camacho Baños (presidente del Banco Popular Español) y el conde de Bustillo (presidente del Banco de Jerez). De 1965 a 1970 trasladó temporalmente su sede de Jerez de la Frontera a Sevilla.
En los años 1970 abrió sucursales preferentemente en las zonas costeras de las provincias de Málaga y Almería, y para 1975 contaba con oficinas en todas las capitales de provincia andaluzas y a las localidades más importantes de cada provincia.
En 1991 cambió su domicilio social de Jerez de la Frontera (Cádiz) a Sevilla, a la calle Fernández y González. En 1996 se convierte en el único banco con sede social en Andalucía.
En 2009, durante la crisis económica que siguió al estallido de la burbuja inmobiliaria, el Banco de Andalucía contaba con unas 500 sucursales ubicadas principalmente en Andalucía y en menor medida en las provincias de Alicante, Badajoz, Madrid, Murcia y Valencia.  
El Banco de Andalucía fue absorbido el 7 de agosto de 2009, por su matriz el Banco Popular Español.